# Xya nobile
Xya nobile är en insektsart som beskrevs av Sigfrid Ingrisch 1987. Xya nobile ingår i släktet Xya och familjen Tridactylidae. Inga underarter finns listade i Catalogue of Life.